# 해리 던킨슨

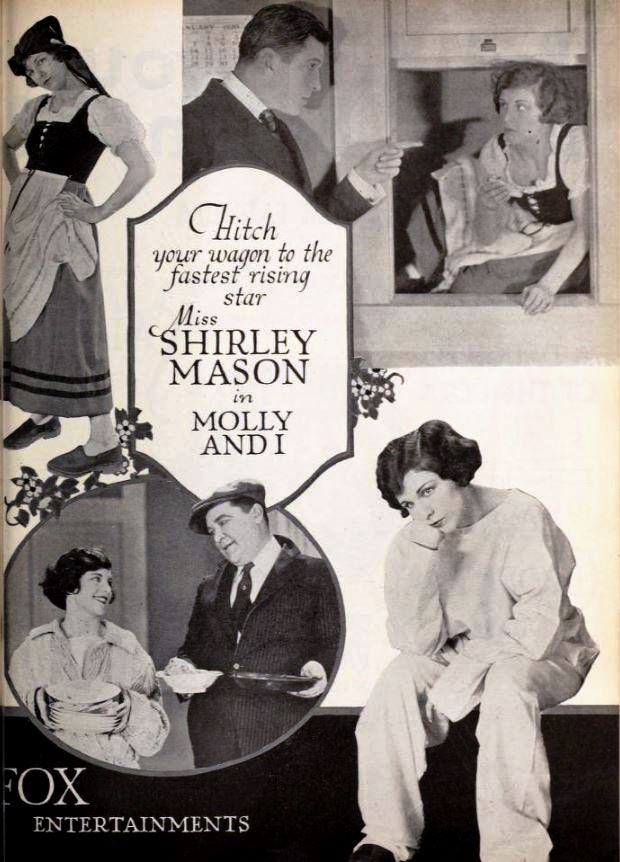

해리 던킨슨(Harry Dunkinson, 1876년 12월 16일 ~ 1936년 3월 14일)은 미국의 배우이다.
뉴욕에서 태어났으며 캘리포니아주에서 사망하였다.

## 영화
- 조지 화이트의 1935 스캔달 (1935년)
- 스탠드 업 앤 치어! (1934년)
- 삶의 설계 (1933년)